# Ивлево (Калужская область)
И́влево — деревня в Износковском районе Калужской области Российской Федерации. Входит в состав сельского поселения «Село Шанский Завод».
До упразднения уездно-губернского деления входило в состав  Гиреевской волости Медынского уезда .

## Этимология
По преданиям название населённого пункта происходит от календарного библейского имени Иов (Йов). До революции было принятно писать это имя как «Иев»

## География
Находится в пределах Смоленско-Московской возвышенности Русской равнины, на берегу реки Шаня, на северо-западе области.
Расстояние до областного центра, города Калуги: ~ 91 км. Расстояние до районного центра села Износки: ~ 20 км.
Ближайшие населенные пункты: Фокино (~ 3,5 км), Ростово (~3,7 км), Бизяево (~2,4 км).
Через деревню проходит автомобильная дорога общего пользования, межмуниципального значения 29 ОП МЗ 29Н-192 (Износки — Шанский Завод — Михали)

## История

### XVIII век
1774 год: Деревня Ивлево (Иевлево) нанесена и поименована на «карте Горихвостова» Московской провинции в составе Можайского уезда.
1784 год: Деревней Ивлево(Иевлево) владеет графиня Екатерина Ивановна Шувалова(Костюрина), жена покойного графа Александра Ивановича Шувалова. Ивлево входит в волость села Гиреева Медынского уезда. Стоит на левой стороне безымянного ручья и пруда.

### XIX век
1849 год Ивлево — пустошь капитанши Варвары Федоровны Дмитриевой.
1863 год: Согласно «Списку населённых мест Калужской губернии», Ивлево — владельческая деревня 2-го стана Медынского уезда, по левую сторону тракта Медынь-Гжатск при прудах. В деревне 20 дворов и 223 крестьяниа.

### XX век
В советское время Ивлево входило в Фокинский сельский совет.
Великая Отечественная война
28 января 1942 года основные силы 160 сд получили приказ от Командующего 33 армии генерала Ефремова форсированным маршем начать движение по маршруту Ивлево — Беклеши — Износки — Захарово — Забково. В район Захарово нужно было прибыть уже 29 января.

## Население
| 2002 | 2010 |
| ---- | ---- |
| 1    | ↘0   |

## Инфраструктура
Личное подсобное хозяйство с зоной сельскохозяйственного использования, индивидуальная застройка усадебного типа.

## Транспорт
От районного центра села Износки, через Ивлево курсирует муниципальный автобус до Шанского Завода и обратно два раза в неделю (два рейса по четвергам).